# Motori Moderni

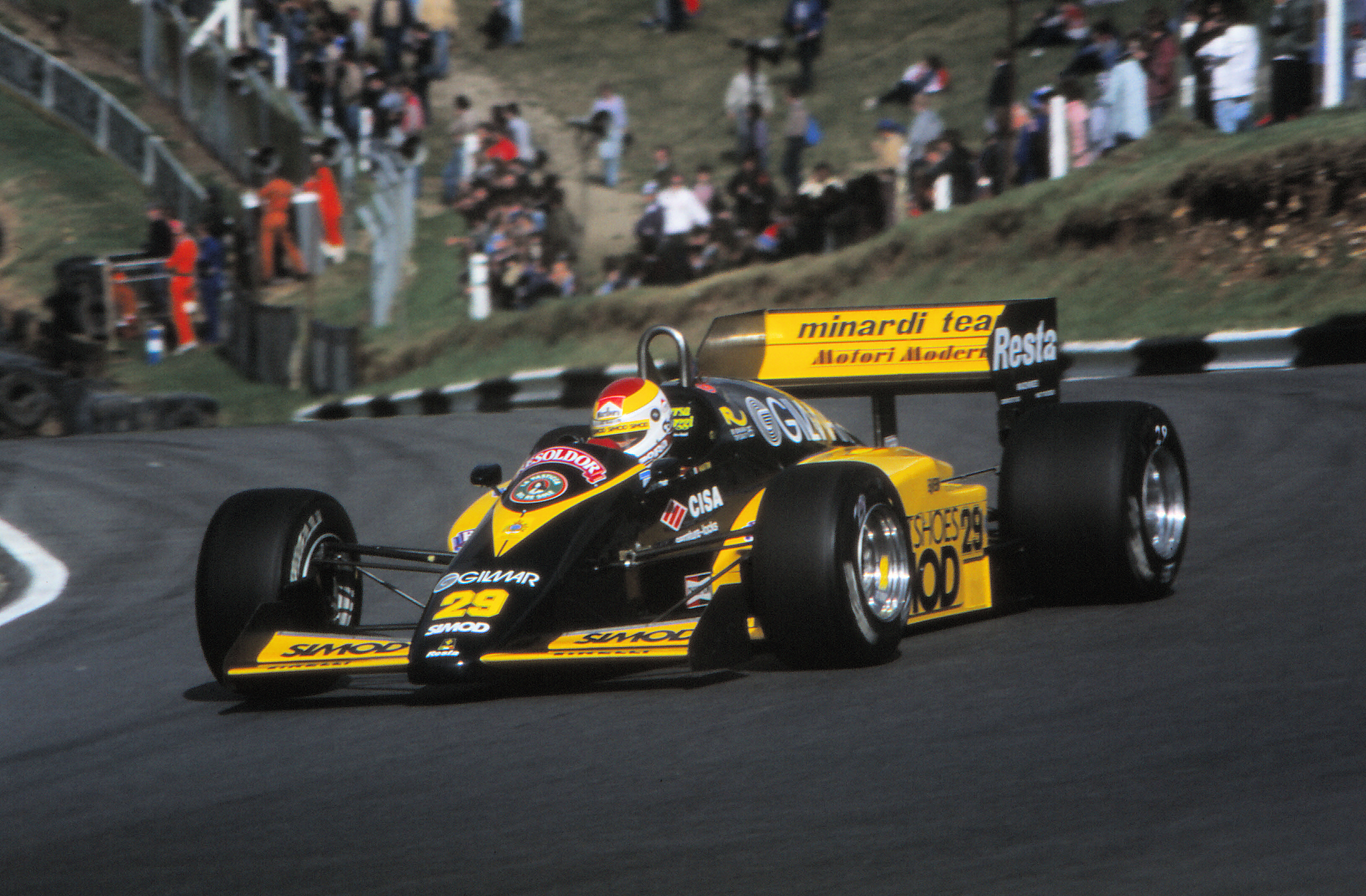
Minardi M185 de 1985 con motor de Motori Moderni.

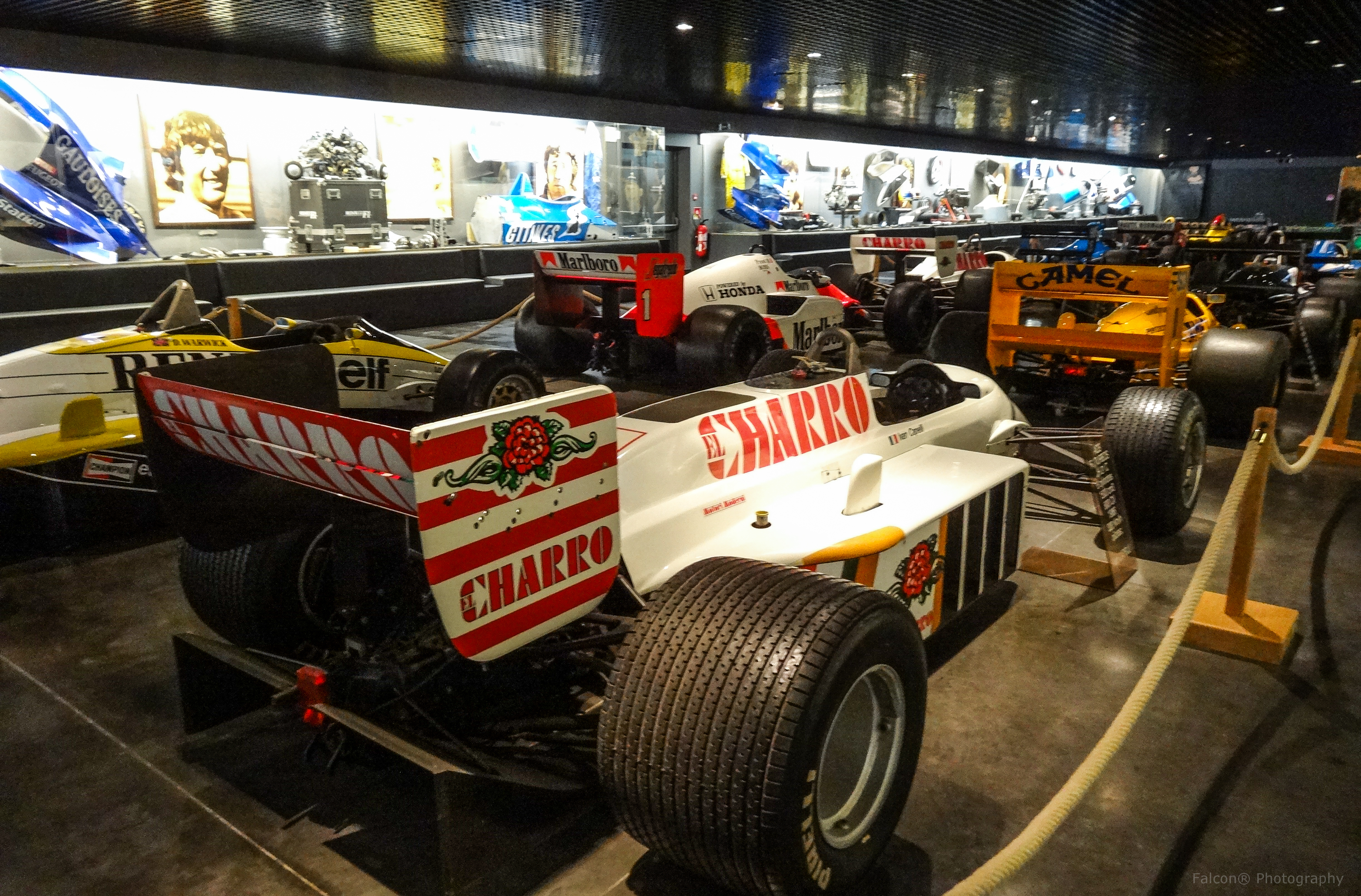
AGS JH21C de 1986 con motor de Motori Moderni.

Motori Moderni fue un constructor de motores de Fórmula 1 desde 1985 hasta 1987. Fue fundado por el ingeniero de motores italiano Carlo Chiti.
Chiti, un exjefe de ingenieros del equipo de Fórmula 1 Alfa Romeo, fundó Motori Moderni para fabricar motores V6 turbocomprimidos para Minardi, conocidos como Tipo 615-90. Los motores fueron usados por Minardi desde 1985 a 1987 y por AGS en 1986.
Después la compañía fue contratada por Subaru para desarrollar un motor aspirado de 12 cilindros bóxer, conocido como el 1235, para usarlo en el equipo Coloni para la temporada 1990, el proyecto no avanzó y Subaru, que había adquirido Coloni, se vio obligada abandonar F1 y devolver el equipo a Enzo Coloni.

## Resultados

### Fórmula 1
(Clave) (negrita indica pole position) (cursiva indica vuelta rápida)

| Año         | Equipo           | Chasis                     | Motor               | Neu. | Pilotos            | 1   | 2   | 3   | 4   | 5   | 6   | 7   | 8   | 9   | 10  | 11  | 12  | 13  | 14  | 15  | 16  | Puntos | Pos. |
| ----------- | ---------------- | -------------------------- | ------------------- | ---- | ------------------ | --- | --- | --- | --- | --- | --- | --- | --- | --- | --- | --- | --- | --- | --- | --- | --- | ------ | ---- |
| 1985        | Minardi Team SpA | Minardi M185               | Tipo 615-90 1.5 V6t | P    |                    | BRA | POR | SMR | MON | CAN | USE | FRA | GBR | GER | AUT | NED | ITA | BEL | EUR | RSA | AUS | NC     | 0    |
| 1985        | Minardi Team SpA | Minardi M185               | Tipo 615-90 1.5 V6t | P    | Pierluigi Martini  |     |     | Ret | DNQ | Ret | Ret | Ret | Ret | 11† | Ret | Ret | Ret | 12  | Ret | Ret | 8   | NC     | 0    |
| 1986        | Minardi Team SpA | Minardi M185B Minardi M186 | Tipo 615-90 1.5 V6t | P    |                    | BRA | ESP | SMR | MON | BEL | CAN | USA | FRA | GBR | GER | HUN | AUT | ITA | POR | MEX | AUS | NC     | 0    |
| 1986        | Minardi Team SpA | Minardi M185B Minardi M186 | Tipo 615-90 1.5 V6t | P    | Andrea de Cesaris  | Ret | Ret | Ret | DNQ | Ret | Ret | Ret | Ret | Ret | Ret | Ret | Ret | Ret | Ret | 8   | Ret | NC     | 0    |
| 1986        | Minardi Team SpA | Minardi M185B Minardi M186 | Tipo 615-90 1.5 V6t | P    | Alessandro Nannini | Ret | Ret | Ret | DNQ | Ret | Ret | Ret | Ret | Ret | Ret | Ret | Ret | Ret | NC  | 14  | Ret | NC     | 0    |
| 1986        | Jolly Club SpA   | AGS JH21C                  | Tipo 615-90 1.5 V6t | G    | Ivan Capelli       |     |     |     |     |     |     |     |     |     |     |     |     | Ret | Ret |     |     | NC     | 0    |
| 1987        | Minardi Team SpA | Minardi M187               | Tipo 615-90 1.5 V6t | G    |                    | BRA | SMR | BEL | MON | USA | FRA | GBR | GER | HUN | AUT | ITA | POR | ESP | MEX | JPN | AUS | NC     | 0    |
| 1987        | Minardi Team SpA | Minardi M187               | Tipo 615-90 1.5 V6t | G    | Adrián Campos      | DSQ | Ret | Ret | DNS | Ret | Ret | Ret | Ret | Ret | Ret | Ret | Ret | 14  | Ret | Ret | Ret | NC     | 0    |
| 1987        | Minardi Team SpA | Minardi M187               | Tipo 615-90 1.5 V6t | G    | Alessandro Nannini | Ret | Ret | Ret | Ret | Ret | Ret | Ret | Ret | 11  | Ret | 16  | 11† | Ret | Ret | Ret | Ret | NC     | 0    |
| Referencia: |                  |                            |                     |      |                    |     |     |     |     |     |     |     |     |     |     |     |     |     |     |     |     |        |      |